# Inetkaes
Inetkaes, auch Ini-net-ka-es, war eine altägyptische Prinzessin der 3. Dynastie. Sie war die Tochter des Königs (Pharao) Djoser und der Königin Hetephernebti.
Inetkaes erscheint auf mehreren Reliefs aus Heliopolis und Sakkara, fast immer in Begleitung der Königsmutter Nimaathapi oder ihrer Mutter Hetephernebti und stets zu Füßen von König Djoser anlässlich des Sedfestes (Hebsed).
Die exakte Position ihres Grabes ist bislang unbekannt, doch dürfte es sich um eines der Schachtgräber unter der Stufenpyramide des Djoser handeln.